# Consultore
Il consultore (in latino consultor) è un consigliere che esercita il suo ufficio in diverse funzioni e a diversi livelli della gerarchia ecclesiastica.

## Nella Curia romana
Nella Curia romana i consultori svolgono la funzione di consiglieri dei vari dicasteri. La materia è regolamentata dalla costituzione apostolica Pastor Bonus promulgata da papa Giovanni Paolo II il 28 giugno 1988. Il Pontefice nomina come consultori dei chierici e laici, scelti fra coloro che "si sono distinti per educazione e prudenza, rispettando, per quanto possibile, l'ottica della cattolicità". L'incarico dura 5 anni. Essi consigliano individualmente il dicastero di assegnazione nella forma di relazioni scritte ovvero agiscono collegialmente.

## Nelle diocesi
A livello diocesano, il Codice di diritto canonico richiede la nomina del collegio dei consultori (collegium consultorum). I loro compiti possono essere trasferiti al capitolo della cattedrale, a norma del can. 502 § 3. Ciò accade in tutte le diocesi della Germania. Il collegio è composto da un minimo di 6 a un massimo di 12 membri che sono nominati liberamente dal vescovo per un tempo di 5 anni e scelti tra i membri del consiglio sacerdotale. Capo dell'organismo è vescovo diocesano; in caso di sede vacante, il vertice diventa inizialmente il sacerdote più anziano di età all'interno del collegio finché non viene eletto l'amministratore diocesano (CIC can. 502). Il vescovo è tenuto a convocare il collegio per assumere determinate decisioni. In caso di sede vacante, il Collegio del Consultori partecipa alla nomina di un nuovo vescovo. Dopo la convalida della nomina da parte del Papa, il vescovo diocesano prende possesso canonico della diocesi di assegnazione presentando al Collegio dei Consultori, di persona o tramite un suo rappresentante, la lettera apostolica inerente alla sua nomina (CIC can. 382 § 3). 
Nell'ambito dei procedimenti diocesani per la rimozione e trasferimento dei pastori due consultori operano in qualità di rappresentanti del clero della diocesi e possono essere ascoltati dal vescovo diocesano. Essi sono eletti dal consiglio presbiterale della diocesi. Fino al 1966 esisteva anche l'ufficio del consultore parrocchiale (parochi consultor)), non più previsto dal diritto canonico vigente, in quanto è stato abrogato dalla riforma del 1983. Il consigliere parrocchiale era eletto dal sinodo diocesano su proposta del vescovo e durava in carica per 10 anni.